# Ely Ould Mohamed Vall
Ely Ould Mohamed Vall (geboren circa 1953 in Nouakchott – overleden op 5 mei 2017) was de militaire leider van Mauritanië. 
Sinds 1987 was kolonel Vall hoofd van de nationale veiligheidsdienst (Sûreté Nationale) en werd hij beschouwd als een vertrouweling van president Maaouya Ould Sid'Ahmed Taya.
Hij werd aangesteld als president op 3 augustus 2005 door de  Militaire Raad voor Gerechtigheid en Democratie, een groep van officieren die president Taya hadden afgezet na een staatsgreep.
De junta organiseerde begin 2007 verkiezingen, de eerste vrije verkiezingen in de geschiedenis van het land. In maart 2007 droegen de militairen de macht over aan de gekozen president Sidi Ould Cheikh Abdallahi.